# Alta Floresta d'Oeste
Alta Floresta D'Oeste é um município brasileiro do estado de Rondônia. Localiza-se a uma latitude 11º58'05" sul e a uma longitude 61º57'15" oeste, estando a uma altitude de 350 metros. Sua população estimada pelo Censo 2010 é de 24.392 habitantes. Possui uma área de 7.067 km².

## Histórico
O município foi criado em 20 de maio de 1986. Sua origem foi conseqüência do avanço da frente migratória rumo ao oeste em demanda ao Vale do Guaporé. O pequeno núcleo populacional evoluiu rapidamente transformando-se em importante pólo agrícola e comercial exigindo uma organização político-administrativa, sendo atendida com a elevação da região à categoria de município. Seu nome é uma referência às altas matas da região. 
Hoje Alta Floresta D'Oeste, encontra-se em amplo desenvolvimento, sendo grande pólo de desenvolvimento pecuário, seja do gado de corte ou gado leiteiro.
Com atrativos naturais reconhecidos internacionalmente, como o Vale do Guaporé e suas belezas, atrai grande número de turistas, que buscam interação com a natureza e atividades como pesca esportiva e camping.
Cercada pela biodiversidade do Vale do Guaporé, Alta Floresta D'Oeste, conta com inúmeras aldeias indígenas nas áreas de reserva da Terra Indígena Rio Branco e Terra Indígena Massaco. Esta última, destaca-se por ser a primeira reserva nacional a ser demarcada, sem haver contato com os indígenas que ali se encontram.

## Bairros
Cidade Alta, Liberdade, Centro, Santa Felicidade, Redondo, Tucano, Princesa Isabel.